# Miguel de Lima Valverde
Dom Miguel de Lima Valverde (Santo Amaro, 29 de setembro de 1872 — Recife, 7 de maio de 1951) foi um arcebispo católico brasileiro.

## Biografia
Dom Miguel nasceu a 29 de setembro de 1872 em Santo Amaro, Bahia. Criada a Diocese de Santa Maria, em 1910, seu território continuou sendo administrado pelo Arcebispo de Porto Alegre, Dom Cláudio José Gonçalves Ponce de Leão.
Não tardou, porém, e a Santa Sé elegeu, a 6 de fevereiro de 1911, Dom Miguel de Lima Valverde como primeiro Bispo da nova Diocese, sendo ordenado bispo no dia 29 de outubro do mesmo ano. Escolheu como lema de vida episcopal: Quis ut Deus? (Quem como Deus?). Tomou posse da Diocese de Santa Maria no dia 7 de janeiro de 1912, com a presença de Dom Cláudio.
Em seus dez anos de episcopado, Dom Miguel criou 14 novas Paróquias; visitou diversas vezes o interior da vasta diocese incentivando as vocações sacerdotais; deu início à construção do Seminário Diocesano São José, área hoje ocupada pelo Santuário e Parque Medianeira.
Em 28 de maio de 1922 Dom Miguel foi nomeado Arcebispo de Olinda e Recife, em cuja Arquidiocese tomou posse a 23 de julho.
Faleceu em 7 de maio de 1951, sendo sepultado na Sé de Olinda.